# Strandklaroen
Strandklaroen (Blutaparon vermiculare, basioniem: Philoxerus vermicularis) is een kruipende verplant met takken die tot 2 meter lang worden. De verdikte bladeren zijn tegenoverstaand. Ze zijn 1–4 cm lang en 1 cm breed. Stengels en bladeren kunnen gekookt gegeten worden.
Strandklaroen groeit in de duinen of in mangrove -struikgewas. Het is een halophyt die zandbanken koloniseert, samen met Batis maritima (Krapéwiwiri) en Sporobolus virginicus (Virginiagras) en een pionierplant die plekken waar de mangroven verstoord of vernietigd zijn begroeit.
Het verspreidingsgebied strekt van Florida en de Bahama's naar noordelijk Zuid-Amerika, inclusief Suriname.